# ورزشگاه شهرداری صیدا
ورزشگاه بین‌المللی صیدا (انگلیسی: Saida International Stadium) یک ورزشگاه فوتبال در کشور لبنان است.
این ورزشگاه که در شهر صیدا است در سال ۲۰۰۰ ساخته شده‌است این ورزشگاه ۲۲٬۶۰۰ نفر ظرفیت دارد.